# Dillingen an der Donau
Pour les articles homonymes, voir Dillingen.
Dillingen an der Donau (Dilligen-sur-le-Danube) est une ville de Bavière, en Allemagne, chef-lieu de l'arrondissement de Dillingen en Souabe.

## Histoire
| Appartenances historiques Principauté épiscopale d'Augsbourg 1258–1803 Électorat de Bavière 1803–1806 Royaume de Bavière 1806–1918 République de Weimar 1918–1933 Reich allemand 1933–1945 Allemagne occupée 1945–1949 Allemagne 1949–présent |

## Architecture
- Collegium St Hieronymi, ancien collège jésuite et université fondée par le cardinal Othon Truchsess de Waldbourg au XVIe siècle
- Église de l'Assomption (Studientenkirche) XVIe siècle, intérieur rococo du XVIIIe siècle
- Basilique Saint-Pierre, XVIIe siècle
- Couvent des Franciscaines de Dillingen, avec son église rococo, XVIIIe siècle
- Château de Dillingen, ancienne résidence des princes-évêques d'Augsbourg, XVe siècle et XVIIIe siècle

## Personnalités
- Walter LaGrand, né le 26 janvier 1962, décédé le 3 mars 1999 à Florence dans l'Arizona, condamné à mort pour avoir attaqué le 7 janvier 1982 la Valles National Bank à Marana (Arizona, États-Unis). Au cours de cette attaque, son frère Karl LaGrand avait poignardé à mort Ken Hartsock, le directeur de la banque.
- Hugo von Habermann (1849-1929), peintre de la Sécession berlinoise.
- Johannes (de son nom de scène Jo) Halbig et Fabian (de son nom de scène Fabi) Halbig du groupe punk-rock Killerpilze y résident.
- Otto Schönberger (né en 1926), philologue allemand.
- Stanislas Kostka y rencontra Pierre Canisius.

## Jumelages
La ville de Dillingen an der Donau est jumelée avec :
- Brand-Erbisdorf (Allemagne) ;
- Naas (Irlande) ;
- Bondeno (Italie).